# Georges Guiraud (musicien)
Pour les articles homonymes, voir Georges Guiraud et Guiraud.
Georges, Dominique, Jacques Guiraud, né le 8 mars 1868 à Toulouse et décédé dans cette même ville le 11 mars 1928, est un organiste, violoncelliste et compositeur français.

## Parcours
Georges Guiraud fait d'abord ses études chez les Jésuites et décroche en 1898 un premier prix de violoncelle au conservatoire de Toulouse, où enseigne son père, Omer Guiraud, titulaire de l'orgue de Saint-Sernin de Toulouse.
Il intègre l'École Niedermeyer, puis le Conservatoire de Paris. Il y reçoit l'enseignement de Charles-Marie Widor, César Franck, et Jules Massenet. Durant ce passage dans la capitale, il sera chef de chant aux concerts Colonne.
Après la mort de son père, il revient à Toulouse en 1912, et prend sa suite à la tribune de Saint-Sernin. Il est alors professeur d'harmonie au conservatoire de Toulouse. Il y aura notamment pour élèves : Marcel Vidal-Saint-André qui lui dédia son choral et mouvement vif et Emile Goué en 1923-24. Prenant la suite de son père, il sera également correspondant pour l'Express du midi.
Il fut également un grand ami du compositeur Aymé Kunc.

## Titulariats
- De 1889 à 1895 : Paris, Sainte-Croix et Saint-Jean
- De 1891 à 1912 : Charenton-le-Pont, église paroissiale Saint-Pierre
- De 1912 à 1928 : Toulouse, Basilique Saint-Sernin

## Œuvre
- Fantaisie pour orgue (1875)
- L'organiste à Vêpres - 50 versets (1877)
- Sortie-Finale (1895)
- Offertoire pour les fêtes de la Sainte-Vierge (1912)
- Offertoire pascal sous forme de Variations sur l'O Filii (1914)
- Salut Solennel - Ave verum et Ave Regina Cælorum (1926)

Mais également des messes, des motets, des mélodies et des pièces pour piano.